# Dolichoderus affectus
Espèce
Dolichoderus affectus est une espèce fossile de fourmis de la sous-famille des Dolichoderinae, de la tribu des Dolichoderini dans le genre Dolichoderus.

## Classification
L'espèce Dolichoderus affectus est décrite en 1937 par le paléontologue français Nicolas Théobald (1903-1981) dans sa thèse. 

### Fossiles
L'holotype R49, de l'ère Cénozoïque, et de l'époque Oligocène (33,9 à 23,03 Ma.) fait partie de la collection Mieg du musée de Bâle en Suisse et vient du gisement de Kleinkembs (mine de sel).
Cet holotype a deux cotypes R736 et R976 venant de la même collection et du même lieu, ainsi que huit autres échantillons R105, 222, 254, 367, 384 (?) 561, 545, 700, 730,.

### Confirmation du genreDolichoderus
L'espèce Dolichoderus affectus est confirmée dans le genre Dolichoderus en 2012 par le myrmécologue anglais Barry Bolton (1938-). 

### Étymologie
L'épithète spécifique latine affectus signifie « affligé ».

## Description

### Caractères
La diagnose de Nicolas Théobald en 1937, : 

« Insecte brun-noirâtre, ailes jaunâtres. Tête ovale, légèrement transversale; deux yeux ovales, de grande taille, font saillie sur le côté; aire frontale déprimée; antennes coudées insérées à l'intérieur des yeux et séparées du bord postérieur du clypeus ; mandibules peu proéminentes. Thorax ovale, allongé; mésonotum large, son bord postérieur est légèrement convexe. thorax tronqué à l'arrière. pétiole court, un seul segment transversal. abdomen ovale, ovoïde, 5 segments bien visibles, cloaque longitudinal. pattes grêles, fémurs bruns, tibias jaunâtres. Ailes mal conservées sur R49, bien visibles sur R736 et 700; une cellule discoïdale fermée, 2 c. cubitales; stigma étroit et allongé. ».

### Dimensions
La longueur totale est de 7,5 mm

### Affinités
« Très voisin de Dolichoderus explicans. Nous avons longtemps pensé pouvoir le considérer comme étant le mâle de cette espèce. Mais dans D. explicans, la teinte est brun-jaunâtre, la tête est plus allongée et les yeux plus petits ; l'abdomen est très gros. Il faut donc séparer ces deux formes. on pourrait plutôt réunir D. affectus à D. oviformis, mais dans ce dernier le thorax est beaucoup plus mince. Nous n'avons pu l'identifier avec aucune forme fossile connue. ».

## Galerie
- Fossiles Dolichoderus affectus en 1937 selon N. Théobald, hyménoptères du Sannoisien de Kleinkembs
- Dolichoderus affectus holotype R49.
- Dolichoderus affectus cotype R700.
- Dolichoderus affectus cotype R736.

- Ailes d'espèces vivantes du genre Dolichoderus.
- Vue de profil de l'aile d'une fourmi Dolichoderus bispinosus.
- Vue de profil de l'aile d'une fourmi Dolichoderus quadripunctatus
- Vue de profil de l'aile d'une fourmi Ponera exotica.

- Quelques espèces vivantes du genre Dolichoderus.
- Dolichoderus attelaboides.
- Dolichoderus beccarii.
- Dolichoderus decollatus.
- Dolichoderus germaini.
- Dolichoderus lutosus.
- Dolichoderus plagiatus.
- Dolichoderus quadripunctatus, ouvrière.
- Dolichoderus sibiricus.
- Dolichoderus taschenbergi.
- Dolichoderus validus.

### Publication originale
- [1937] Nicolas Théobald, « Les insectes fossiles des terrains oligocènes de France 473 p., 17 fig., 7 cartes,13 tables, 29 planches hors texte », Bulletin Mensuel de la Société des Sciences de Nancy et Mémoires de la Société des sciences de Nancy, Imprimerie G. Thomas,‎ 1937, p. 1-473 (ISSN 1155-1119 et 2263-6439, OCLC 786027547). .